# Шейх-Загед-Махале
Шейх-Загед-Махале (перс. شيخ زاهدمحله) — село в Ірані, у дегестані Ушіян, у бахші Чабоксар, шагрестані Рудсар остану Ґілян. За даними перепису 2006 року, його населення становило 77 осіб, що проживали у складі 19 сімей.

## Клімат
Середня річна температура становить 15,35°C, середня максимальна – 29,03°C, а середня мінімальна – 1,79°C. Середня річна кількість опадів – 1123 мм.
| Клімат поселення                              | Клімат поселення | Клімат поселення | Клімат поселення | Клімат поселення | Клімат поселення | Клімат поселення | Клімат поселення | Клімат поселення | Клімат поселення | Клімат поселення | Клімат поселення | Клімат поселення | Клімат поселення |
| Показник                                      | Січ.             | Лют.             | Бер.             | Квіт.            | Трав.            | Черв.            | Лип.             | Серп.            | Вер.             | Жовт.            | Лист.            | Груд.            |                  |
| Середній максимум, °C                         | 11,22            | 11,20            | 12,65            | 17,38            | 21,97            | 26,87            | 29,03            | 28,99            | 25,89            | 21,74            | 17,17            | 12,98            |                  |
| Середня температура, °C                       | 6,53             | 6,51             | 7,94             | 12,67            | 17,26            | 22,16            | 24,92            | 24,88            | 21,76            | 17,65            | 13,08            | 8,87             |                  |
| Середній мінімум, °C                          | 1,82             | 1,79             | 3,24             | 7,96             | 12,57            | 17,47            | 20,82            | 20,79            | 17,67            | 13,54            | 8,98             | 4,77             |                  |
| Норма опадів, мм                              | 88               | 78               | 79               | 42               | 47               | 40               | 35               | 59               | 143              | 242              | 154              | 116              |                  |
| Середньомісячна швидкість вітру, м/с          | 2.36             | 2.50             | 2.50             | 2.34             | 2.34             | 2.48             | 2.62             | 2.25             | 2.12             | 2.05             | 2.10             | 2.30             |                  |
| Середньомісячна сонячна радіація, кДж/м²·день | 7399             | 9324             | 11217            | 15118            | 19122            | 20828            | 21254            | 17999            | 14628            | 10759            | 8793             | 6959             |                  |
| --------------------------------------------- | ---------------- | ---------------- | ---------------- | ---------------- | ---------------- | ---------------- | ---------------- | ---------------- | ---------------- | ---------------- | ---------------- | ---------------- | ---------------- |
| Джерело:                                      |                  |                  |                  |                  |                  |                  |                  |                  |                  |                  |                  |                  |                  |